# 丁可则
丁可则（1932年12月—2017年1月29日），原名杨扣泽，江苏邗江人。1948年5月参加工作，1954年4月加入中国共产党。曾任中共第十、十一届中央委员。
先后为中国机械实验铁厂翻砂工、南京某部后勤部铁二厂工人。1953年至1972年，在江苏省无锡机床厂工作，历任工人、铸工车间党支部副书记、厂革委会副主任、党委书记。1972年，任无锡市革委会副主任、市委常委。1977年，任中共江苏省委常委、省革委会副主任。1980年，任中共江苏省委常委、江苏省总工会主席。1983年9月，任江苏省总工会副主席(正厅)。1992，任江苏省总工会经费审查委员会主任。1994年7月退休。
2017年1月29日19时13分在南京逝世。